# Roman Ludwiczuk
Roman Edward Ludwiczuk (ur. 29 sierpnia 1957 w Wałbrzychu) – polski polityk, działacz sportowy i samorządowy, senator VI i VII kadencji.

## Życiorys
Ukończył w 2005 studia na Wydziale Nauk Społecznych i Zdrowia Wyższej Szkoły Zarządzania i Przedsiębiorczości w Wałbrzychu. W kadencji 1984–1988 zasiadał w Gminnej Radzie Narodowej w Walimiu. Pracował m.in. jako nauczyciel wychowania fizycznego, następnie do 2002 zajmował się prowadzeniem własnej działalności gospodarczej. Od 2002 do 2005 pełnił funkcję zastępcy prezydenta miasta Wałbrzycha.
W latach 2006–2011 był prezesem Polskiego Związku Koszykówki, wcześniej kierował klubem koszykarskim Górnik Wałbrzych.
W wyborach parlamentarnych w 2005 z ramienia Platformy Obywatelskiej został wybrany na senatora VI kadencji w okręgu wałbrzyskim. W wyborach w 2007 po raz drugi uzyskał mandat senatorski, otrzymując 93 094 głosy. Pełnił funkcję wiceprzewodniczącego klubu senatorskiego PO. 2 grudnia 2010 zrezygnował z członkostwa w Platformie Obywatelskiej i klubie parlamentarnym tej partii po opublikowaniu fragmentów nagrania jego rozmowy z wałbrzyskim samorządowcem ze sztabu Mirosława Lubińskiego, kandydata na prezydenta Wałbrzycha konkurującego z ubiegającym się o reelekcję przedstawicielem PO. W ujawnionych fragmentach tej rozmowy pojawiały się propozycje obsadzania stanowisk, przy czym rozmowa prowadzona była przy użyciu słów powszechnie uznawanych za wulgarne. W 2011 nie ubiegał się o reelekcję do Senatu. W 2018 jako kandydat PO bez powodzenia startował z listy Koalicji Obywatelskiej do sejmiku dolnośląskiego. W 2021 kandydował w przedterminowych wyborach na burmistrza Boguszowa-Gorców.

## Życie prywatne
Żonaty, ma dwoje dzieci.